# Xiamabei
Xiamabei é um sítio arqueológico na Bacia de Nihewan, na província de Hebei no norte da China, onde encontraram ferramentas de pedra, fósseis e ocre. Neste local foi descoberta a oficina de ocre mais antiga da Ásia Oriental. Peças e ferramentas ocres encontradas na área sugerem que o pigmento da terra argilosa foi processado ali, por meio de moagem e trituração, para produzir pós de diferentes cores e tamanhos de grão.

## Escavação
Uma equipe de escavação encontrou evidências da cultura a cerca de 2,5 metros de profundidade, quando avistaram uma camada de sedimento escuro e lodoso que datava entre 41.000 e 39.000 anos atrás, com base em datação por radiocarbono e outras análises.
O sedimento da Idade da Pedra continha artefatos e restos de animais, incluindo mais de 430 ossos de mamíferos; uma lareira; evidência física de uso e processamento de ocre; uma ferramenta feita de osso; e mais de 380 líticos miniaturizados, ou pequenas ferramentas e artefatos feitos de pedra lascada ou moída.